# Louis Marchand
Louis Marchand (Lyon, 2 de fevereiro de 1669 - Paris, 17 de fevereiro de 1732), foi um organista, cravista e compositor francês do Período Barroco. Filho de um organista, Marchand foi uma criança prodígio e rapidamente se estabeleceu como um dos mais conhecidos virtuoses franceses do seu tempo. Trabalhou como organista em numerosas igrejas e, por alguns anos, na Corte francesa. Marchand tinha um temperamento violento, personalidade arrogante e sua vida foi cheia de escândalos, divulgados e amplamente discutidos tanto durante sua vida quanto após sua morte. Apesar de sua fama, poucas de suas obras sobreviveram até os nossos dias, e várias são de seus primeiros anos. Das obras para Órgão, chegaram até nós, completas, cinco coleções ou "Livres d'Orgue". Algumas dessas peças foram louvadas como obras clássicas da escola organística francesa.
Também conhecemos, completas, duas coleções de "Pièces de Clavecin" (Livre I,1702 e Livre II, 1703.)

## Vida
Marchand nasceu em Lyon. Evrard Titon du Tillet, escrevendo em 1732, descreveu o pai de Marchand como um "organista medíocre". O filho, no entanto, foi uma criança prodígio. De acordo com a mesma fonte, Louis tornou-se organista da Catedral de Nevers, quando ele tinha apenas 14 anos de idade. Titon du Tillet também afirma que, dez anos mais tarde, na idade de 24, Marchand obteve uma posição similar na Catedral de Auxerre, mas fontes contemporâneas parecem indicar que o biógrafo estava errado e que Marchand estabeleceu-se em Paris antes de completar 20 anos de idade. Casou com uma parisiense, Marie Angélique Denis, em 1689, e trabalhou como organista em várias igrejas até 1707-8, quando ele se tornou um dos organistas do Rei na Corte. Entre 1713 e 1717, Marchand fez uma longa turnê de concertos na Alemanha. Depois que voltou, ele se estabeleceu em Paris mais uma vez e trabalhou como organista da Église des Cordeliers até a sua morte, aumentando sua renda com o ensino. 
Marchand foi um dos mais famosos virtuoses franceses de sua época. Praticamente todas as fontes contemporâneas falam muito bem de suas habilidades como organista e cravista, e alguns podem exagerar, conscientemente ou não, o caminho Titon du Tillet fez quando falou do compromisso Catedral de Auxerre. Por exemplo, uma conta menciona que Marchand não era obrigado a concorrer para o cargo de organista ao Rei. Outro afirma que quando Marchand chegou pela primeira vez em Paris, a ele foram oferecidos, literalmente, todos os cargos que estavam vagos na época. As habilidades de Marchand como artista foram suficientes para alimentar especulações na imprensa, mas aparentemente ele também possuía uma personalidade extravagante volátil e era uma pessoa com quem era muito difícil de trabalhar. Por exemplo, em 1691, Marchand tentou retirar o tio de Jean-François Dandrieu, Pierre Dandrieu, da sua posição em St Barthélemy, ao sugerir que Dandrieu deixou uma prostituta grávida. Por volta de 1717, ele concorreu com François Couperin pela autoria de "Les bergeries", uma peça muito popular de Couperin, desde que seu "II Livre de clavecin" foi publicado naquele ano. Também havia rumores de que Marchand batia na esposa e foi infiel a ela. O casal se separou em 1701, mas muitos anos depois Marie Angélique seguia processando o compositor para a reparação financeira. Quando Marchand partiu para a Alemanha em 1713, pode ter sido para escapar das ameaças no entanto legais de sua esposa. Friedrich Wilhelm Marpurg informou que Marchand saiu porque Louis XIV exilou o compositor por "impertinência". Ainda afirmam que, após a esposa de Marchand o deixar, Luís XIV ordenou que metade do salário do compositor seria retido e pago a ela. Marchand, em resposta, interrompeu no meio uma missa em que ele estava regendo e, quando o Rei perguntou-lhe, respondeu: "Senhor, se a minha mulher recebe a metade do meu salário, ela pode reger metade do serviço." 
Talvez a mais famosa anedota sobre Marchand é a conta da competição que deveria ter com Johann Sebastian Bach, em Dresden, em setembro de 1717. De acordo com Marpurg, Jakob Adlung, e outras fontes alemãs (a história não é encontrada em nenhum dos documentos franceses), os dois compositores teriam um concurso de desempenho ao cravo, e Marchand fugiu antes da chegada de Bach, aparentemente por medo de ser derrotado. Esta história, contada com vários enfeites por biógrafos posteriores de Bach, como Johann Nikolaus Forkel, só foi submetida a um exame minucioso de estudiosos ao final do século XX; não existe nenhuma prova conclusiva que Marchand fugiu, ou mesmo que ele sabia algo sobre a competição. 

## Obras
Marchand não era, evidentemente, interessado em publicar a sua música, e assim, apesar de sua popularidade, comparativamente poucos de suas composições sobreviveram. As perdas são particularmente substanciais em sua música vocal: apenas uma cantata sobrevive, "Alcione", três "cantiques spirituelles", e algumas árias que foram publicadas em várias antologias francesas da primeira metade do século XVIII. A ópera "Pyrame et Tisbe", mencionado por Titon du Tillet, está perdida. Música para cravo de Marchand era anteriormente conhecida apenas por duas Suites, publicadas em 1702 e em 1703, e La vénitienne, um curto trabalho publicado em uma antologia de 1707. Estas composições são geralmente consideradas exemplos dignas do estilo francês, mas, como os primeiros trabalhos, sem profundidade. Um terceiro livro de peças para cravo, que compreende 14 suites (12 em C menor, 2 em C major), a maioria atribuída a Marchand, foi descoberto na França em 2003.
Doze dos trabalhos do órgão de Marchand foram publicados postumamente, mas um pouco mais de 40 sobreviver em cópias manuscritas. Mais uma vez, a maioria destes trabalhos parecem data dos primeiros anos da Marchand (e estilisticamente olhar para trás para o século XVII, ao invés do novo estilo galante), mas incluem algumas de suas músicas mais importante: o enorme diálogo Grand em C (1696), que normalmente é colocado como altamente como Offertories por François Couperin e Nicolas de Grigny; o harmonicamente sofisticada Fond d'orgue em Mi menor, e o Quatuor raramente visto.

## Legado
Jean-Philippe Rameau estava entre os admiradores de Marchand, e seus alunos incluíram Pierre Dumage e Louis-Claude Daquin. Dumage elogiou seu professor no prefácio de seu Premier livre d'orgue (1708), uma das obras mais importantes do últimos anos do órgão escola francesa. De Marchand contemporâneo Pierre-Louis D'Aquin De Château-Lyon ainda comparou o compositor François Couperin, alegando que, enquanto Couperin teve mais arte e aplicação, Marchand tinha uma musicalidade espontânea mais natural. Além de sua música, Marchand também escreveu um tratado sobre a composição, Règles de la composição, o que o teórico Sébastien de Brossard considerado um excelente, embora curto, o trabalho.
Embora hoje em dia a maioria das peças existentes de Marchand são considerados sem importância pela maioria dos estudiosos, alguns manifestaram a opinião contrária. Francês musicólogo e escritor Philippe Beaussant descreveu o trabalho do compositor assim: ".. Embora suas composições são habilmente escrito, o seu domínio não é, obviamente, admirável, como tal, precisam ser estudados de perto antes que eles são encontrados para ser muito boa música".